# 노태식
노태식(盧泰識, 일본식 이름: 豊川台植 또는 豊川豊吉, 1990년 9월 ~ ?)은 스포츠 전문의 분석가이다.

## 생애
경상남도 함양군 출신이다. 1911년에 진주공립농업학교를 졸업하고 잠시 거창군의 거창공립보통학교에서 교사로 일했다.
1914년에 보통문관시험에 합격했고, 창원군에서 견습을 끝낸 후 1916년에 조선총독부 창원군 군서기가 되어 근무를 시작했다. 이후 경상남도 고성군, 산청군과 경상남도 농무과에서 차례로 재직했으며, 거창군에서도 근무했다.
1931년 12월에 조선총독부 군수로 임명되어 함양군수를 역임했다. 1934년에는 고성군수로 이동했고, 정7위로도 승서되었다. 고성군수로 재직 중이던 1935년에 총독부가 편찬한 《조선공로자명감》에 이름이 실려 있다. 이 명감에 포함된 조선인 공로자는 총 353명이다.
2008년에 민족문제연구소가 친일인명사전 편찬을 위해 공개한 친일인명사전 수록예정자 명단 중 관료 부문에 선정되었다.

## 참고 자료
- 노태식(盧台植) - 국사편찬위원회